# Viekijärvi
Viekijärvi eller Viekinjärvi är en sjö i Finland. Den ligger i kommunen Lieksa i landskapet Norra Karelen, i den östra delen av landet, 400 km nordost om huvudstaden Helsingfors. Viekijärvi ligger 93,8 meter över havet. Den är 23,2 meter djup. Arean är 24,81 kvadratkilometer och strandlinjen är 75,51 kilometer lång. Sjön  ingår i Vuoksens huvudavrinningsområde. 